# Mark Gorbaczow
Mark Wasiljewicz Gorbaczow (ros. Марк Васильевич Горбачёв, ur. 23 marca 1902 we wsi Kalin Ostrow w guberni ołonieckiej, zm. 16 lutego 1964 w Pietrozawodsku) – radziecki polityk, przewodniczący Centralnego Komitetu Wykonawczego Karelskiej Autonomicznej SRR w latach 1936-1937, przewodniczący Prezydium Rady Najwyższej tej republiki w latach 1937-1940.
Urodzony w chłopskiej rodzinie Wepsów, początkowo pracował w zakładzie stolarskim, później na Kolei Murmańskiej. 1920-1926 kurier i ekspedytor gazety „Karjalan Kommuuni” („Komuna Karelska”) w Pietrozawodsku, od 1926 pracownik Narodowego Banku Republiki Karelii, gdzie był m.in. kierownikiem wydziału, od 1927 w WKP(b), 1934 ukończył Finansowo-Ekonomiczny Instytut w Leningradzie, po czym został zastępcą zarządcy Karelskiego Oddziału Państwowego Banku ZSRR. 1935-1936 zarządca oddziału Państwowego Banku ZSRR w Kandałakszy, od września do listopada 1937 zastępca ludowego komisarza finansów Karelskiej ASRR. Od listopada 1937 do czerwca 1940 przewodniczący Prezydium Rady Najwyższej Karelskiej ASRR. Następnie do kwietnia 1951 zastępca przewodniczącego Prezydium Rady Najwyższej Karelo-Fińskiej SRR. 1944 ukończył Wyższą Szkołę Partyjną przy KC WKP(b). 1951-1954 minister sprawiedliwości Karelskiej SRR, 1954-1956 przewodniczący kolegium Ministerstwa Sprawiedliwości Karelskiej SRR, 1956-1960 zastępca ministra ochrony zdrowia i opieki społecznej Karelskiej ASRR, od grudnia 1961 do września 1961 zastępca ministra ubezpieczeń społecznych Karelskiej ASRR. Deputowany do Rady Najwyższej ZSRR 1 i 2 kadencji; ponadto był deputowanym do Rady Najwyższej Karelo-Fińskiej SRR i Karelskiej ASRR. 6 czerwca 1945 nadano mu Medal „Za ofiarną pracę w Wielkiej Wojnie Ojczyźnianej 1941–1945”, a 24 lipca 1948 Order Czerwonego Sztandaru Pracy.